# Куріхара Юдзо
Куріхара Юдзо (яп. 栗原 勇蔵, нар. 18 вересня 1983, Йокогама) — японський футболіст, захисник клубу «Йокогама Ф. Марінос» та національної збірної Японії.

## Клубна кар'єра
Народився 18 вересня 1983 року в Районі Сея міста Йокогама. Вихованець футбольної школи клубу «Йокогама Ф. Марінос». Дорослу футбольну кар'єру розпочав 2002 року в основній команді того ж клубу, кольори якої захищає й донині.

## Виступи за збірну
Дебютував за національну команди 9 червня 2006 року в товариському матчі проти збірної Тринідаду та Тобаго, коли вийшов на заміну. 
У складі збірної був учасником розіграшу Кубка конфедерацій 2013 року у Бразилії.
Наразі провів у формі головної команди країни 17 матчів, забивши 2 голи.

## Статистика
Статистика виступів у національній збірній
| Збірна Японії | Збірна Японії | Збірна Японії |
| Роки          | Ігри          | голи          |
| ------------- | ------------- | ------------- |
| 2006          | 1             | 0             |
| 2007          | 0             | 0             |
| 2008          | 0             | 0             |
| 2009          | 0             | 0             |
| 2010          | 4             | 0             |
| 2011          | 3             | 0             |
| 2012          | 5             | 2             |
| 2013          | 7             | 1             |
| Усього        | 20            | 3             |

## Титули і досягнення
- Чемпіон Японії (3):

«Йокогама Ф. Марінос»: 2003, 2004, 2019
- Володар Кубка Імператора (1):

«Йокогама Ф. Марінос»: 2013
Збірні
- Переможець Кубка Східної Азії: 2013